# 실과 교육
실과 교육(實科敎育)은 대한민국의 교육 과목 중 하나이다. 일부 중,고등학교 대상으로 기술•가정 교육이라고 불린다.
삶과 관련된 기능교과로서 다른 어떤 과목보다도 일상생활, 실제 삶과 많은 연관성을 지니고 있다. 실과는 일상생활에 필요한 의식주와 직업에 대한 기초적 지식과 기능을 가르치는 교과목이다. 기술, 가정(가사), 농업, 컴퓨터 등 범교과 영역의 범주에서 실습 위주로 광범위한 내용을 다룬다. 실과 교육의 목표는 외면적인 측면, 즉 단순한 일상적인 행위 양식적 측면에 대한 이해 또는 실과 교과를 그대로 현실에 적용시키고자 하는 방향으로 인식되는 경향이 강하다.
실과에서 다루고 있는 기능, 즉 기술은 기술 그 자체로써 의미가 있는 것이 아니다. 기술의 개발은 효율적인 측면 이외에도 사회에 영향을 미친다. 예를 들어, 새로운 전자 제품의 출현은 그 제품의 기능적인 측면만으로 평가, 소비되지 않는다. 소비자들은 그 이전까지는 전혀 필요성을 느끼지 못했더라도, 기술의 개발이 창조한 새로운 욕구를 해소하기 위해서 전자 제품을 구입한다. 이렇게 새로이 창조되는 욕구, 그리고 남들과 차별되고자 하는 욕구, 창조자가 아닌 소비자로서 존재하고자 하는 욕구 등을 창조함으로써 우리 사회의 속성을 소비 지향적으로 바꾸어 나간다. 소비자는 제품의 유용성을 소비하는 것이 아닌 사물의 상징적인 가치를 소비하게 된다. 이러한 허구적인 소비는 생활의 양식을 사회가 생산해 낸 외적인 기준에 치중하게 만들어 가며 소비자들은 스스로의 자율성을 점차 상실하게 된다.
따라서 실과 교육은 교육의 내용과 방법을 확립함에 있어서 기능의 본질적 측면, 즉 이 기술이 우리의 생활에 어떠한 영향을 미치는지, 우리의 생활양식에 과연 어떤 종류의 기능이 활용되며 그에 따라서 어떤 모습으로 변화해 나가는지 그 맥락을 파악해야 하며 기술의 본질을 이해함으로써 실과 교육을 통하여 배운 지식과 기능이 실제적으로 현실, 미래의 생활에 도움이 되도록 할 것을 목적으로 해야 한다.
이것을 다른 말로 표현하자면, 학습자를 소비-기술 사회로부터 독립시키는 것, 즉 생활양식의 회복이 실과 교육의 목적이 되어야 한다. 학습자가 소비의 주체로서 설 수 있도록, 그리고 스스로를 타인과 차별 짓는 것이 아닌 공동체의 구성원으로써 자신을 인식할 수 있도록, 그리고 기술의 진보라는 명목으로 생태적 효율성을 무시하는 일 없이 생태계 안에서 공존할 수 있도록 이끌어야 한다.
이와 같이 실과 교육은 일반적으로 기능 위주의 교과라고 생각하는 것과는 달리 실생활과 밀접한 기능적 측면을 다루면서도 이를 바탕으로 기능의 사회적 역할 파악, 생활양식의 전체적인 이해와 회복 등을 목적으로 하는 인간 중심의 통합 교과이다.

## 연계 교과
- 대한민국의 초등학교 교과목
  - 초등학교 1~2학년: 통합
  - 초등학교 3~4학년: 사회
  - 초등학교 5~6학년: 실과
- 대한민국의 중학교 교과목
  - 중학교 1학년: 기술·가정
  - 중학교 2학년: 기술·가정
  - 중학교 3학년: 기술·가정
- 대한민국의 고등학교 교과목
  - 고등학교 공통: 기술·가정